# Силы специального назначения КМП Великобритании
Силы специального назначения КМП Великобритании (англ. United Kingdom Commando Force) — тактическое соединение специального назначения Королевской морской пехоты Великобритании. Ранее формирование носило название 3-я бригада специального назначения (3 Commando Brigade).

## Вторая мировая война
Силы специального назначения КМП Великобритании были сформированы в 1943 году под именем «3-я бригада специальной службы» (3rd Special Service Brigade) и, затем, отплыла на Дальний Восток, став участником действий против японцев в Бирманской кампании. 6 декабря 1944 года бригада была переименована в 3-ю бригаду коммандос (3rd Commando Brigade), лишив её ненавистного звания «спецслужба» и ассоциации её аббревиатуры SS с германскими SS. В январе 1945 года 3-я бригада СпН была вовлечена в сражения, чтобы обезопасить полуостров Майебон (бирм. မြေပုံမြို့) и Кангоу.
Затем бригада была выведена в Индию для подготовки к морскому десанту на Малайе, но сброс атомных бомб на Японию закончил войну до реализации запланированного вторжения. Вместо этого бригада переехала в Гонконг, чтобы восстановить королевскую власть в колонии.
В 1946 году армейские коммандос в бригаде были расформированы, и бригада стала формированием исключительно Королевской морской пехоты.

### Состав
Во время Второй мировой войны бригада имела в своём составе:
- 1-й батальон специального назначения (No. 1 Commando);
- 5-й батальон специального назначения (No. 5 Commando);
- 42-й батальон специального назначения морской пехоты (No. 42 Royal Marine Commando);
- 44-й батальон специального назначения морской пехоты (No. 44 Royal Marine Commando).

## После Второй мировой войны
Самая громкая операция 3-й брспн произошла во время Суэцкого кризиса, когда она участвовала в десантном нападении на египетские войска. Во время операции «Мушкетёр» подразделения бригады произвели вертолётный десант.
В 1971 году британские войска были выведены с Дальнего Востока и Персидского залива. Бригада вернулась в Великобританию вместе с другими британскими подразделениями. Она переехала в Стоунхаузские казармы в Плимуте, где она дислоцируется и по сей день. Бригада была развёрнута в Северной Ирландии в рамках операции «Знамя», для упреждения насилия во время конфликта в Северной Ирландии в июле 1972 года.

## Фолклендская война
Следующая крупная операция 3-й бригады состоялась в 1982 году во время Фолклендской войны. Аргентинские войска вторглись на Фолклендские острова. 3-я бригада, усиленная 2-м и 3-м парашютными батальонами Парашютного полка, была одной из двух основных британских сухопутных группировок, которые принимали участие в операциях по освобождению островов. Бригада высадилась в бухте Сан-Карлос-Уотер острова Восточный Фолкленд и добралась до  Порт-Стэнли. Аргентинские подразделения потерпели поражение в нескольких боях и были принуждены к сдаче 14 июня.

## Война в Персидском заливе
После войны в Персидском заливе 1991 года бригада была развёрнута для выполнения боевых задач в северном Ираке. Иракские курды сильно пострадали во время войны и сразу после неё, и бригада использовалась из-за её способности быстрого развёртывания. Она также оказывала гуманитарную помощь курдам, чтобы спасти многих от голода.

## XXI век
В 21 столетии 3-я бригада СпН КМП участвовала в двух крупных кампаниях, включая операцию «Веритас» (Operation Veritas) в Афганистане, 2001 и 2002 годы и операцию «Телик» (Operation Telic) во время вторжения в Ирак в 2003 году. В Афганистане не происходило никаких контактов с вражескими силами, несмотря на противоположные прогнозы. Однако в Ираке на ранних этапах кампании происходили ожесточённые бои на юге страны и в городе Басра, где бригада совершила морской десант после 20-летнего перерыва, высадившись на полуострове Фао в мухафазе Басра. В 2006 году бригада вернулась в Афганистан в ходе операции «Херрик» (Operation Herrick), сменив 16-ю десантно-штурмовую бригаду, где происходили интенсивные боевые действия. С 2008 по 2012 год 1-й батальон стрелков был одним из прикреплённых армейских подразделений в 3-й бригаде СпН КМП.

## Организация
Соединению оперативно подчинены батальоны всех видов войск ВС Великобритании.
| Королевская морская пехота                                                                  | Британская армия                                                                                          |
| ------------------------------------------------------------------------------------------- | --- |
| 30-я разведывательная группа специального назначения (Стоунхаузские казармы)                | 24-й батальон специального назначения Королевских инженеров (Чивенорские казармы КМП, графство Девон)     |
| 40-й батальон специального назначения (Нортон-Манор-Камп, г. Тонтон)                        | 29-й артиллерийский полк специального назначения Королевской артиллерии (Королевская цитадель, г. Плимут) |
| 42-й батальон специального назначения (Казармы Бикли, г. Плимут)                            | 383-й взвод ГСМ специального назначения Королевского логистического корпуса (г. Плимут)                   |
| 45-й батальон специального назначения (база КМП «Кондор», г. Арброт)                        | Корпус морской пехоты Нидерландов (часть британско-нидерландских десантных сил)                           |
| 43-я группа охраны ядерного вооружения флота (ВМБ «Клайд», округ Аргайл-энд-Бьют)           | 1-я боевая группа морской пехоты (г. Дорн)                                                                |
| 539-я штурмовая рота КМП (ВМБ «Девонпорт», г. Плимут)                                       | |
| Полк тылового обеспечения специального назначения (Чивенорские казармы КМП, графство Девон) | |
| Группа бронетанковой поддержки КМП (База морской авиации «Йовилтон», графство Сомерсет)     | |